# Pargalı İbrahim Paxá
Pargalı Ibrahim Paxá ("Ibraim Paxá de Parga"; Parga, c. 1495 — Constantinopla, 15 de março de 1536) também conhecido como Frenk Ibrahim Paxá ("o ocidental"), Makbul Ibrahim Paxá ("o favorito"), que mais tarde mudou para Maktul Ibrahim Paxá ("o Executado") após sua execução no Palácio de Topkapı, foi o primeiro grão-vizir do Império Otomano nomeado por Solimão, o Magnífico (r. 1520–1566). 